# John R. Brooke
John Ruther (o Ruller) Brooke (21 de julio de 1838 – 5 de septiembre de 1926) Mayor General del ejército de los Estados Unidos durante la Guerra Civil, y durante la Hispano-Cubano-Estadounidense, fue nombrado gobernador militar de las Colonias de Estados Unidos Cuba y Puerto Rico.
Brooke nació en Filadelfia, Pensilvania y fue educado en las cercanías de Collegeville y West Chester. Su carrera militar comenzó cuando se unió a la 4.ª infantería de Pensilvania con rango de capitán en 1861, poco después, fue promovido a coronel de la 53 infantería de Pensilvania y sirvió en la campaña peninsular.
Durante la Batalla de Antietam en septiembre del 1862 sirvió como comandante de brigada, obteniendo al año siguiente la jefatura de la brigada de la primera división del 2.º cuerpo, a la cual dirigió en la Batalla de Chancellorsville y durante la Campaña de Gettysburg.
Al segundo día de la Batalla de Gettysburg, el 2 de julio de 1863, el teniente general de la Confederación del Sur, James Longstreet lanzó su ofensiva contra las líneas del ejército de la unión, y el entonces Coronel Brooke con sus fuerzas resistió el temible embate en una fuerte contraofensiva, recibió heridas de bala que pusieron su vida en grave peligro. Su valerosa acción aguantó el empuje de los confederados.
Al recobrarse, participa en la campaña de Overland, de la que vale citar la batalla de la corte de Spotvalnia. Es por esta época, en mayo de 1864 que fue promovido al rango de Brigadier General de voluntarios, siendo herido una vez más de manera crítica en la Batalla de Cold Harbor en junio siguiente. Por estas acciones fue entonces ascendido al rango de Mayor General del ejército de voluntarios.
En 1866, Brooke aceptó el puesto de teniente coronel del 37 regimiento de infantería del ejército regular de los Estados Unidos, tres años después fue promovido al rango de Coronel del 13 regimiento de infantería del mismo ejército prestando servicios en las postas fronterizas de su país.
En 1888, fue promovido a Brigadier General, y estuvo al frente del departamento de Platte en 1890, cuando la Danza de los fantasmas (Ghost Dance). Siguiendo las órdenes del General Nelson Miles, se apresuró hacia la famosa wounded Knee (rodilla hincada) al mando del 7.º Regimiento de Caballería.
En 1897 fue nombrado mayor general del Ejército de los Estados Unidos y le fue asignado el comando del 1.er cuerpo del ejército durante la Hispano-Cubano-Estadounidense, en Puerto Rico, desembarcó en Arroyo junto al general Hains al poco tiempo después el Armisticio de Guayama estaba siendo firmado.
Cuando el general Nelson Appleton Miles dejó la isla en octubre de 1898, fue nombrado gobernador militar y jefe del ejército de ocupación de los Estados Unidos. El 6 de diciembre del propio año, Brooke, siendo reemplazado del cargo por Guy Vernon Henry, se dirige hacia la isla de Cuba donde, el 13 de diciembre, fue nombrado Gobernador.
Se retiró el 21 de julio de 1902, hacia su Filadelfia natal, en donde vivió hasta la avanzada edad de 88 años, muriendo en 1926. Sus restos se encuentran en el Cementerio Nacional de Arlington, Washington D. C., Estados Unidos de América.